# Erwinia
Erwinia é uma bactéria gram (-), de pequeno tamanho e anaeróbia facultativa, pertencente à família Enterobacteriaceae, do 5º Grupo de Bergey.
Esta bactéria está associada a vegetais, como um agente patogénico ou saprófita. Algumas ainda estão associadas à flora epífita. São um dos causadores de uma doença conhecida como podridão negra, a qual causa necrose de tecidos em diversas plantas.
A expressão de fatores de virulência contra plantas por espécies do gênero Erwinia é controlada por mecanismos de comunicação química intercelular bacteriana conhecido como "quorum-sensing", ou percepção do quórum. Por este mecanismo, as bactérias secretam ao meio extracelular moléculas sinalizadoras, cuja concentração é proporcional à densidade bacteriana do microrganismo produtor. Uma vez atingida uma população crítica, a molécula sinalizadora é detectada por outros indivíduos da comunidade bacteriana, que iniciam então a expressão de virulência contra o hospedeiro, reduzindo as chances da planta se defender adequadamente. Em bactérias do gênero Erwinia, as acil-homosserina lactonas de cadeia curta são as principais moléculas sinalizadoras.
Raramente essas bactérias são encontradas em seres humanos.